# Oliwenit

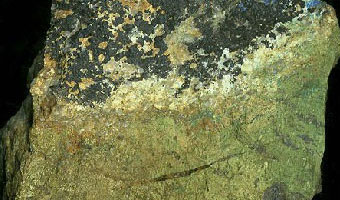
Oliwenit; pochodzenie: Špania Dolina, Słowacja

Oliwenit – minerał  z gromady arsenianów. Należy do grupy minerałów bardzo rzadkich. 
Nazwa pochodzi od oliwkowej barwy minerału (oliwenit ma kolor od oliwkowego po brązowy). Pierwszy raz o tym minerale wspomniał Martin Heinrich Klaproth, niemiecki mineralog i chemik w „Observations relative to the Mineralogical and Chemical History of the Fossils of Cornwall” (London 1787, strony 28–29), jednak nie nadając mu nazwy. Dopiero w 1820 roku Robert Jameson, geolog i mineralog szkocki, opisał i nazwał oliwenit (w „System of Mineralogy”, tom 2).

## Charakterystyka

### Właściwości
Tworzy niewielkie kryształy o pokroju słupa, tabliczkowe, pręcikowe, igiełkowe. Występuje w skupieniach zbitych, ziarnistych, groniastych, promienistych.  Jest kruchy, przezroczysty. Teoretycznie zawiera 56,22% CuO, 40,60% As2O5, domieszki P2O5 i ZnO. Rozpuszcza się w kwasach i amoniaku. 

### Występowanie
Minerał wtórny w strefach utleniania arsenowych kruszców miedzi. Najczęściej współwystępuje z takimi minerałami jak konichalcyt, malachit, azuryt, kalcyt, kwarc, kornwalit, baryt czy kupryt. 
Miejsca występowania:
- Wielka Brytania (można go znaleźć w kopalni Carharrack obok miejscowości Gwennap w Kornwalii).
- Namibia  – złoże Tsumeb
- Rosja – Ural
- USA – Utah, Nevada
- Chile, Niemcy, Grecja.

- W Polsce: występuje z malachitem na kryształach kwarcu w Miedziance koło Janowic Wielkich (Dolny Śląsk). Olivenit z domieszką cynku został rozpoznany wraz z antlerytem, brochantytem, tyrolitem w rudach miedzi dawnej kopalni Miedzianka koło Kielc.

### Zastosowanie
- ma znaczenie naukowe,
- ma znaczenie kolekcjonerskie (minerał bardzo poszukiwany).